# Allium songpanicum
Allium songpanicum — вид рослин з родини амарилісових (Amaryllidaceae); ендемік Китаю.

## Опис
Цибулина одиночна або скупчені, від яйцюватої до вузько-яйцюватої, діаметром 0.5–1.5 см; оболонка брудно-коричнева. Листки вузьколінійні, трохи довші, ніж стеблина, 1.5–3 мм завширшки. Стеблина 12–20 см, струнка, циліндрична, тонкокутова, вкрита листовими піхвами лише в основі. Зонтик малоквітковий. Оцвітина пурпурно-червона; сегменти приблизно рівні; зовнішні яйцювато-довгасті, 4–4.5 × 1.9–2.5 мм; внутрішні від яйцюватих до широко-яйцюватих, 4–4.5 × 2.3–2.9 мм. Період цвітіння та плодоношення: жовтень – листопад.

## Поширення
Ендемік Китаю — північний Сичуань.
Населяє ліси, чагарники; 1600–1700 м.